# Balera pellucida
Balera pellucida är en insektsart som först beskrevs av Henry Fairfield Osborn 1928.  Balera pellucida ingår i släktet Balera och familjen dvärgstritar.
Artens utbredningsområde är Bolivia. Inga underarter finns listade i Catalogue of Life.